# حارة المخرصات (الصافية)

تعديل مصدري - تعديل

حارة المخرصات هي إحدى حارات حي الصافية بمديرية الصافية إحد مديريات العاصمة اليمنية صنعاء، بلغ تعداد سكانها 4269 نسمة حسب تعداد اليمن لعام 2004.